# Astrabudua (métro de Bilbao)
Astrabudua est une station de la ligne 1 du métro de Bilbao. Elle est située dans le quartier d'Astrabudua, sur le territoire de la commune d'Erandio, dans le Grand Bilbao, province de Biscaye de la communauté autonome du Pays Basque, en Espagne.

## Situation sur le réseau
Établie en aérien, la station Astrabudua de la ligne 1 du métro de Bilbao est située entre, la station Leioa, en direction du terminus nord-ouest Plentzia, et la station Erandio, en direction du terminus sud-est Etxebarri. Elle se trouve en zone tarifaire B1.

Plan du métro.

## Services aux voyageurs

### Accès et accueil
- C/ Etxegorri
- 27 C/ Ribera de Axpe